# Predavec
 Predavec  falu Horvátországban Zágráb megyében. Közigazgatásilag Kloštar Ivanićhoz tartozik.

## Fekvése
Zágrábtól 35 km-re keletre, községközpontjától  2 km-re északkeletre a megye keleti részén fekszik.

## Története
A település története során a kloštar ivanići Nagyboldogasszony plébániához tartozott. 
1857-ben 229, 1910-ben 337 lakosa volt. Trianonig Belovár-Kőrös vármegye Križi járásához tartozott. A településnek 2001-ben 240 lakosa volt.

## Lakosság
| Lakosság változása | Lakosság változása | Lakosság változása | Lakosság változása | Lakosság változása | Lakosság változása | Lakosság változása | Lakosság változása | Lakosság változása | Lakosság változása | Lakosság változása | Lakosság változása | Lakosság változása | Lakosság változása | Lakosság változása |
| ------------------ | ------------------ | ------------------ | ------------------ | ------------------ | ------------------ | ------------------ | ------------------ | ------------------ | ------------------ | ------------------ | ------------------ | ------------------ | ------------------ | ------------------ |
| 1857               | 1869               | 1880               | 1890               | 1900               | 1910               | 1921               | 1931               | 1948               | 1953               | 1961               | 1971               | 1981               | 1991               | 2001               |
| 229                | 251                | 242                | 310                | 283                | 337                | 271                | 266                | 252                | 273                | 270                | 266                | 105                | 242                | 240                |